# Heteronotus flavolineatus
Heteronotus flavolineatus är en insektsart som beskrevs av François Louis Nompar de Caumont de Laporte. Heteronotus flavolineatus ingår i släktet Heteronotus och familjen hornstritar. Inga underarter finns listade i Catalogue of Life.